# Йоганн Генріх Ламберт
Йоганн Генріх Ламберт (нім. Johann Heinrich Lambert; 26 серпня 1728, Мюлуз, Ельзас — 25 вересня 1777, Берлін) — німецький фізик, астроном, філософ, математик, член Берлінської АН (1765), член Баварської АН (1771) та Геттінгенської академії наук.

## Життєпис
Родився в Мюлузі (Ельзас, тоді приєднане до Швейцарії, нині Франція). Знання здобув самоосвітою. У 1748—1758 роках працював домашнім вчителем, потім багато подорожував. Проводив астрономічні спостереження в Цюриху. У Мюнхені брав участь в організації Баварської АН. Повернувшись до Швейцарії, брав участь у геодезичних роботах з уточнення кордону між Італією та Швейцарією. З 1765 року до кінця життя працював у Берлінській АН.

## Природничі дослідження
Фізичні дослідження в області фотометрії, теплопровідності, гігрометрії. У 1760 році вийшла його фундаментальна праця «Фотометрія, або про вимірювання і порівняннях світла, кольорів і тіней», яка мала велике значення для оптики — у ній розроблені теоретичні основи фотометрії, основоположником якої він є разом з П'єром Бугером. Сформулював закон (закон Ламберта), згідно з яким яскравість розсіюваного світла (дифузної) поверхні однакова у всіх напрямках. У ній Ламберт фактично встановив основні поняття фотометрії (сила світла, яскравість і освітленість) і ряд фотометричних закономірностей, зокрема, що освітленість обернено пропорційна квадрату відстані і прямо пропорційна синусу кута, утвореного променями світла з освітлюваною поверхнею. Тут же вміщено його закон поглинання світла середовищем, який був спочатку встановлений в 1729 році П'єром Бугером (закон Бугера — Ламберта). У творі «Пірометрії», що вийшов у світ посмертно в 1779 році, описав досліди над тепловим випромінюванням, розглянув поширення тепла вздовж стрижня, показав, що теплові промені, як і світлові, поширюються прямолінійно і їхня інтенсивність змінюється назад пропорційно квадрату відстані. Кількість теплоти і температуру вважав (1755) різними поняттями. Вивчав теплове розширення повітря, рефракцію світла в атмосфері та інше.
З астрономічних робіт широко відомі дослідження Ламберта з космології і фотометрії. Зробив спробу визначити відстань до зірок шляхом зіставлення їхньої яскравості. Запропонував першу теорію відбиття світла гладкими матовими поверхнями, ввів термін «альбедо» (лат. «білість»). Займався вивченням атмосферної рефракції. Дослідив особливості обертання Юпітера і Сатурна. Вивчав кометні орбіти, запропонував метод наближеної оцінки відстані від Землі до комети. У 1761 році вийшла у світ книга Ламберта «Космологічні листи про устрій Всесвіту». У ній, далеко випереджаючи свою епоху, він розширив і поглибив умогляди попередників і розробив учення про структурну нескінченність Всесвіту. Розвинув ідею ієрархічної будови Всесвіту. Системою першого порядку вважав Сонячну систему, системами другого порядку — зоряні скупчення, третього порядку — Чумацький Шлях і подібні до нього далекі туманності і т. д. Зробив спробу визначити розміри систем, виходячи з фотометричних розрахунків.
Отримав ряд важливих результатів в математиці. Зокрема, довів ірраціональність чисел π і e, розглянув деякі ряди, які використовуються в аналітичній теорії чисел, вивчав гіперболічні функції. Вперше розробив математичну теорію картографічних проєкцій, удосконалив деякі геодезичні методи, досліджував двигуни і тертя.
На честь Й. Г. Ламберта названа позасистемна одиниця вимірювання яскравості поверхні — ламберт.

## Філософські погляди
Його філософські погляди виявилися під впливом Вольфа, Мальбранша і Лока. Після «Kosmologische Briefe über die Einrichtung des Weltbaues» (1761), Ламберт видав великий філософський твір: «Neues Organon oder Gedanken über die Erforschung und Berechnung des Wahren» (1764). У ньому Ламберт наближається якщо не до поглядів, то до питань критичної філософії, особливо у вченні про видимості (Schein), тобто про такі уявлення, які, крім властивостей предметів, обумовлені станами пізнає суб'єкта. Іммануїл Кант, який листувався з Ламбертом, хоча згадує і про його «недосвідченості в метафізичних умоглядах», але взагалі був надзвичайно високої думки про силу його розуму, дуже багато чого чекав від співпраці з ним у філософії і був засмучений його передчасною смертю. Інший філософський твір Ламберта — «Anlage zur Architectonik oder Theorie des Einfachen und Ersten in der philos. und mathem. Erkenntniss» (Рига, 1777). Його «Logische und philos. Abhandlungen» вид. Бернуллі 1782-87.